# Václav Morávek
Václav Morávek (né le 8 août 1904 à Kolín et mort le 21 mars 1942 à Prague) est un militaire et résistant tchécoslovaque.
Héros national après guerre, il est l'une des personnalités les plus connues de la résistance tchèque au Troisième Reich en tant que membre du groupe de résistance « Trois Rois ».

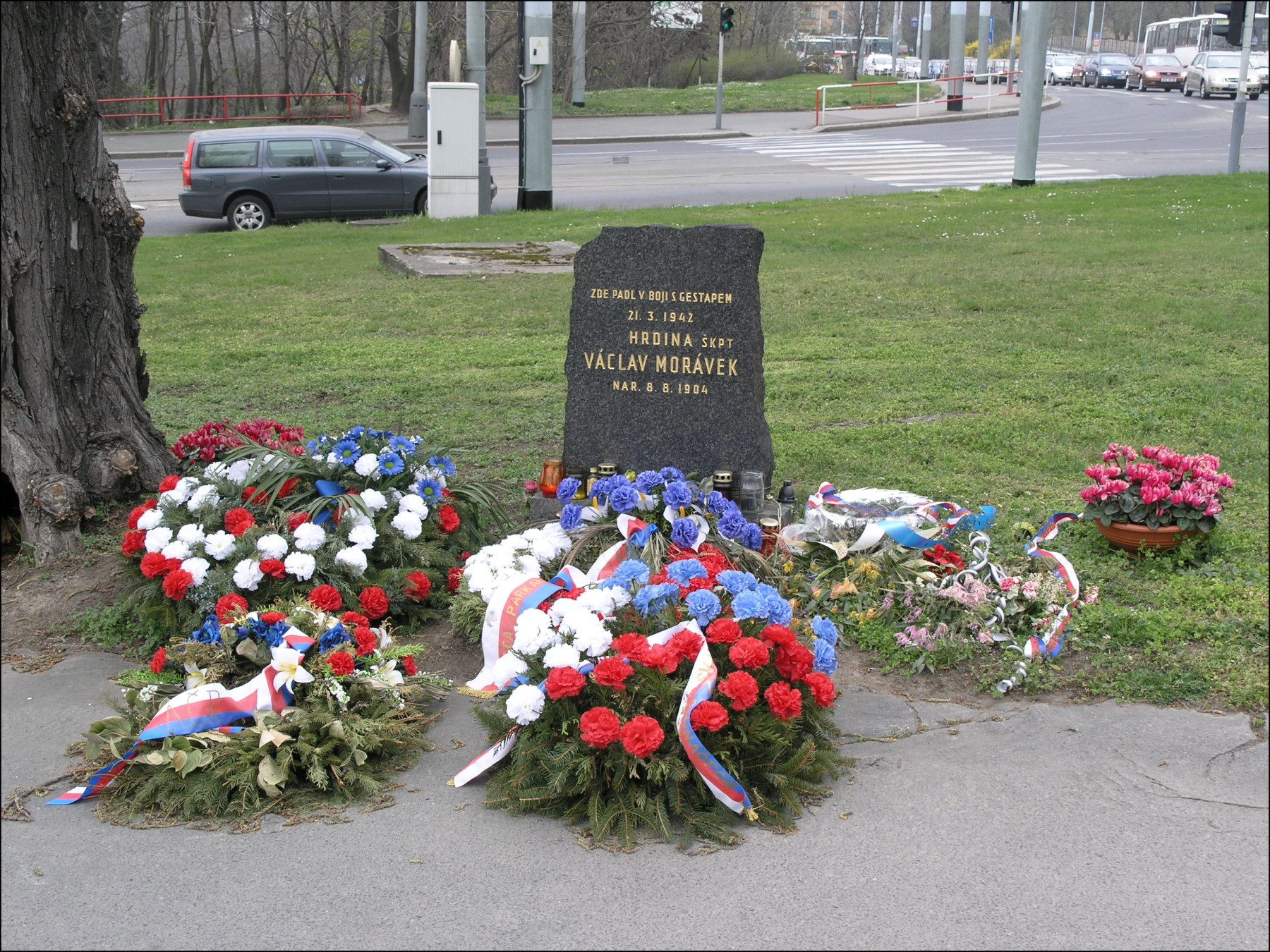
Mémorial sur le lieu de mort de Morávek.